# Екзотичний опціон
У фінансах, екзотичний опціон (англ. Exotic option) — це похідний цінний папір, який має властивості, що роблять його складнішим ніж опціони, якими зазвичай торгують на біржі (звичайні опціони, англ. vanilla options). Зазвичай такими фінансовими інструментами торгують поза біржею (використовуючи позабіржеві угоди), або їх включають у структурований запис — складний фінансовий інструмент, який може містити акції, облігації чи похідні цінні папери.

## Характеристики
Екзотичний опціон може мати одну або більше із зазначених властивостей:
- Виплата при виконані залежить не тільки від вартості базового активу, а від його вартості в кількох датах протягом життя контракту (це можуть бути Азійські опціони, котрі залежать від середньої ціни базового активу від початку дії контракту до його виконання, Бар'єрні опціони втрачають силу якщо вартість базового активу досягає або не досягає певного рівня — бар'єру)
- Такий опціон може мати кілька базових індексів (наприклад кошикові опціони, Гімалайські опціони та інші гірські опціони)
- Право вимагати до настання терміну погашення може бути застосовне

## Класифікація екзотичних опціонів
- Нестандартні американські опціони

1. Бермудські опціони (Bermudan Options) — за якими раннє виконання обмежено декількома датами протягом життя опціонів;
2. Варанти (Warrants) — довгострокові опціони Call, що випускаються компанією на власні акції або облігації, у яких період виконання може бути обмежений певним терміном протягом їхнього життя, а ціна виконання збільшуватися після часу;
3. Права підписки (Subscription Rights) — спеціальний вид опціонів Call, які випускаються корпораціями на майбутній випуск звичайних акцій і розподіляються серед акціонерів відповідно до їх часток в акціонерному капіталі. Вони гарантують власникам право придбати деяку кількість акцій нового випуску за фіксованою ціною підписки протягом дуже короткого терміну (до декількох тижнів).

- Відкладені опціони (Forward Start Options) — які після закінчення свого терміну надають власникові інший опціон, причому в умовах вказується, що в початковий момент опціон знаходиться при грошах, тобто ціна виконання по ньому встановлюється на цю дату в майбутньому.
- Складові опціони  (Compound Options) — що представляють собою опціони на опціони (Call і Put опціони на Call або Put) і, відповідно, включають дві ціни виконання і два терміну опціону.
- Історичні, «залежні від шляху» опціони (Path-Dependent, History-Dependent Derivatives) — виплати за якими залежать від пройденої динаміки ціни базисного активу, і в їх числі:

1. Азійські опціони (Asian Options) — виплати за якими залежать від середньої ціни базису протягом всієї або частини життя опціону: це опціони з середньою ціною (Average Price Options), виграш за якими визначається як різниця між ціною виконання і середньої фактичною ціною за встановлений період, або опціони з середньою ціною виконання (Average Strike Options), виграш за якими становить різниця між середньою базисною ціною за період і ціною спот на момент виконання;
2. Опціони «із зворотним переглядом» (Lookback Options) — залежні від максимальної або мінімальної ціни базисного активу, досягнутої за період життя опціону, зокрема: Strike Lookback Options, виграш за якими визначається сумою перевищення фактичної ціною на момент виконання над мінімальною ціною за період життя для опціону Call або максимальною ціною за даний період над ціною на момент виконання для опціону Put; і Price Lookback Options, коли виграш становить різниця між максимальною ціною за період і ціною виконання для Call або між ціною виконання і мінімальною ціною для Put;
3. Бар'єрні опціони (Barrier Options) — європейські опціони, які залежать від того, чи досягне ціна базового активу певного рівня протягом встановленого періоду часу. На позабіржовому ринку існує багато видів бар'єрних опціонів, які можна розділити на Knock-out Options, якщо при досягненні базисною ціною бар'єру опціон припиняє існування, і Knock-in Options, якщо в зазначеному випадку опціон тільки починає діяти, відповідним чином обмежують обсяг виплат по них ;
4. Опціони з вигуком (Shout Options) — європейські опціони, що дозволяють покупцеві достроково подати заявку на виконання опціону («справити вигук»). В кінці терміну опціону виграш покупця складе найбільша величина з внутрішніх вартостей опціону на момент вигуку і виконання.

- Бінарні опціони  (Binary Options) — опціони з фіксованими або заздалегідь визначеними виплатами. Найпростішими прикладами таких опціонів є опціони Cash-or-Nothing і Asset-or-Nothing, за якими виплати здійснюються відповідно у фіксованій сумі або у розмірі ціни активу у випадку, якщо ціна активу закривається вище (Call) або нижче (Put) ціни виконання.
- Опціони з вибором (Chooser Options) — дають держателю опціону право після закінчення встановленого періоду часу визначити вид опціону (Call або Put).
- Опціони, пов'язані з групою активів у тому числі:

1. Опціони, що включають кілька активів (Options involving several assets, [Best of] Rainbow Options) — за якими сторона в короткій позиції на момент виконання вибирає поставляється актив з декількох можливих;
2. Кошикові опціони (Basket Options) — за якими виплати залежать від портфеля активів.

Гнучкі опціони (FLEX [Flexible Exchange] Options) — біржові опціони, що володіють відмінними від стандартних біржових опціонів характеристиками: об'ємом контракту, ціною і стилем виконання, у тому числі європейські, американські та бар'єрні, а також терміном закінчення обігу, — вибираними учасниками торгів, тим самим надають інвесторам великі можливості для хеджування.

## Еволюція екзотичних опціонів
Розглянемо еволюцію фінансових деривативів. Екзотичні опціони обертаються на ринку близько 30 років, а термін «екзотичний» з'явився всього 7 років тому. Коли в 60-х роках перші бар'єрні опціони були представлені на фінансовому ринку, їх називали «boutique» або «designer».
Створення ринку екзотичних опціонів було процесом неминучим, так як екзотичні опціони за своєю природою більш гнучкі фінансові інструменти, ніж прості опціони. Поява попиту на ці нові модифіковані інструменти було лише питанням часу.
До 1973 р опціонна торгівля здійснювалася виключно на вільному ринку. Біржові опціони, які з'явилися після 1973 року швидко завоювали ринок. Істотним поштовхом до розвитку біржової торгівлі стала теорія оцінки премії опціону, яка заснована на дослідженні Блека і Шоулза. У середині 80-x років нові ринкові умови сформували попит на фінансові продукти, які дозволяли б отримати бажаний профіль грошового потоку. Іншими словами, ці фінансові продукти мали б функцію виплат, яку можна було змінити за бажанням покупця. Спочатку, подібні виплати будувалися синтетично за допомогою лінійної комбінації з виплат простих опціонів, але такі побудови виявлялися занадто дорогими. Єдиний вихід полягав у фінансовому інжинірингу. За короткий термін на ринку з'явилося більше десятка екзотичних опціонів.

## Передумови появи екзотичних опціонів

### Екзотичні опціони прийшли на зміну простих по ряду простих передумов
- Здатність фірм створювати складні функції виплат завдяки наявності потужного математичного апарату;
- Частіше дешевше придбати екзотичний опціон, ніж спробувати замінити його лінійною комбінацією простих опціонів;
- Досвіченість потенційних клієнтів, таких, як корпоративні хеджери і фінансові менеджери,  постійно покращуються;
- Конкуренція на ринку  за останні кілька років зросла і в свою чергу стимулювала створення великого числа екзотичних опціонів, частина з яких була створена лише для рекламних цілей;

## Переваги екзотичних опціонів перед простими опціонами

### Екзотичним опціонам віддають перевагу тому, що
a) Екзотичні опціони мають низьку вартість;
b) Дають можливість отримувати дохід вище середньоринкового, якщо правильно оцінити тенденцію на ринку;
c) Це більш гнучкі фінансові інструменти, так як вони можуть задовольняти індивідуальні вимоги замовника;
d) Вони допомагають учасникам ринку, які постійно перебувають під впливом складних ризиків, тим, що спрощують ці ризики, роблячи їх тим самим, керованими;
e) Екзотичні продукти допомагають тим, кому необхідно створити дуже точні схеми схильності до ризиків для того, щоб оптимізувати вплив від них.